# Nik Breidenbach
Nik Breidenbach (München, 4 juli 1970) is een Duitse acteur.
Na een acteeropleiding speelde Nik tussen 1993 en 2000 toneelstukken in de theaters van Hamburg, Wenen, Düsseldorf en Berlijn. In Wenen was hij te zien in de musical Tanz der Vampire, waarin hij de rol van de homoseksuele Herbert van Krolock speelde. Naast deze rol was hij ook te zien als Frans Jozef I in de musical Elisabeth. In 2001 maakte hij zijn televisiedebuut in de soapserie Verbotene Liebe.
Tussen februari 2007 en mei 2009 speelde Nik de rol van Alexander Cöster in Gute Zeiten, Schlechte Zeiten.

## Filmografie (selectie)
- 2007–2009: Gute Zeiten, schlechte Zeiten
- 2020: Der Liebhaber meiner Frau
- 2022: Fritzie – Der Himmel muss warten - Geplatzte Träume (televisieserie)

- Gemeinsame Normdatei: 13549365X
- International Standard Name Identifier: 0000 0001 3094 5775
- Virtual International Authority File: 80221236
- WorldCat: E39PBJymCBjTK3d8FdKVkpCRKd